# Elbas
Elbassen (også kaldet basguitaren) blev udviklet i 1951 af Leo Fender, som en slags forenkling af kontrabassen.
Den elektriske bas stemmes i kvarter som en kontrabas, men holdes som en guitar. Tonerne E, A, D, og G er en oktav dybere end de fire dybeste guitarstrenge. Under strengene sidder der pickupper, som opfanger lyden. Derfra sendes den videre til en forstærker. Elbassenes funktion er, sammen med trommerne at lægge bunden i rytmisk musik. Der findes flere spilleteknikker, men den mest udbredte er at knipse strengene med pege og langefinger. En fordel ved den elektrisk bas er, at den kan spille højt og dermed ikke overdøves af f.eks trommer. Det var vigtigt for udviklingen af rockmusikken.
De fleste elbasser er forsynet med fire strenge og er stemt E A D G, men der findes andre varianter, man kan for eksempel stemme hele bassen en tone ned. I lighed med en almindelig guitar har en bas bånd, dvs halsen (gribebrættet) har inddelinger. Imidlertid kan man få en anden sound, hvis man spiller båndløs elbas. En vigtig eksponent for denne stil var Jaco Pastorius, som opfandt den båndløse bas, som har været stilskabende. Pastorius spillede på en gammel fender jazzbas, som han selv rev båndene ud af og spartlede hullerne ud i. Båndløs bas har været vigtig i dansk jazz og rock med musikere som f.eks. Bo Stief og Michael Friis. Der produceres basser i Danmark af blandet andet Johnny Mørch, som er internationalt anerkendt.

## Musikalske genrer
Mange genrer i den rytmiske musik har sit særpræg netop ved at bassen bruges på en særlig måde. Bas og trommer kan tilsammen angive en særlig betoning og rytmik, bassen er også bindeleddet mellem trommerne og resten er bandet, den holder også grundrytmen. I Funk er elbassen ofte langt fremme i lydbilledet og særligt i Funk er der brugt en speciel teknik at spille med der kaldes Slap, mens den i meget rockmusik er mere tilbagetrukket, og ikke lige så lys som i Funk. I rock og metal er bassen dyb og gerne lidt langsom. Visse rockbassister mener at "less is more" dvs. at forholdsvis få og simple musikalske virkemidler er vigtige. Bassens samarbejde med trommeslageren er vigtigt uanset genre. Lyt f.eks til Pink Floyds "Money", der skifter taktart og har bassen som vigtigt instrument.

## Varianter
Der findes også både fem- og seksstrengede basguitarer. Den femstrengede bas er normalt stemt i kvarter dvs. B E A D G, og den seksstrengede B E A D G C. Yderligere findes der 8-, 10- og 12-strengede basser, som har hver streng en ekstra streng stemt en oktav over den tilhørende. Kan sammelignes med den 12-strengede guitar. Det skal også nævnes at enkelte producenter tilbyder syvstrengede (stemmer F# B E A D G C) og nistrengede basser (stemmer F# B E A D G C F Bb), men disse er ikke så udbredte. Der findes også elbasser med kun to strenge, hvilket bl.a. bassisten i det danske band D-A-D (Stig Pedersen) altid bruger.

## Udvalgte modeller
Elbasser produceres af mange forskellige fabrikanter, der hver laver flere forskellige modeller. Nogle af disse modeller har deres egen artikel på Wikipedia:
- Fender Jazz Bass
- Fender Precision Bass
- Gibson Thunderbird
- Celinder